# Sundby (Guldborgsund)
Sundby is een plaats in de Deense regio Seeland, gemeente Guldborgsund, en telt 2887 inwoners (2007).
De plaats ligt op het eiland Lolland tegenover Nykøbing Falster op het eiland Falster.
In het dorp bevindt zich het middeleeuws openluchtmuseum Middelaldercentret.